# Ontario (Nowy Jork)
Ontario – miasto w Stanach Zjednoczonych, w stanie Nowy Jork, w hrabstwie Wayne.